# OHK報道センター6:00
『OHK報道センター6:00』（オーエイチケーほうどうセンターろくまるまる）は、1984年10月1日から1988年3月31日まで岡山放送で月曜日から金曜日の夕方に放送されていたローカルワイドニュース番組である（『FNNスーパータイム』の岡山県・香川県ローカル扱い）。正式タイトルは『FNN OHK報道センター6:00』であり、土曜日夕方の全国ニュース枠は『FNNニュースレポート6:00』、日曜日夕方の全国ニュースは『FNNニュースレポート5:30』、岡山・香川ローカル枠が土日ともに『OHKニュース』として放送された。

## 概要
『FNNスーパータイム』の放送開始に伴い、前番組『OHK6:30』を1時間化し、タイトルもセットも一新した。また、番組のセットにはフジテレビ（FNNスーパータイム）のスタジオと同様に「FNN FNN FNN」の看板があった。放送開始直後は、飛び乗り・飛び降りのタイミングがずれて、全国送出のヘッドラインや全国パート向け挨拶の冒頭が切れたりすることも多かった。また、効果音は『FNNスーパータイム』の音楽を使いながらも、フジテレビ送出の『FNNスーパータイム』とは次のような違いがあった。
- オープニング終了後、OHKスタジオの映像に切り替わった時点の音楽は、FNN版のCM明けの音楽に差し替え（FNN版は引き続きオープニング曲が流れる）。キャスターの右奥に置かれてあるモニターには時節の話題に触れる途中でフジテレビでの様子が映されていた。この部分は富山テレビの『イブニングワイド6:00』も同様である（ただし、こちらはフジテレビに切り替える際、映し出されているモニターにアップする演出がされていた）。
- 全国パートからローカルパートに切り替わるとき、スポンサーを紹介する場面で流れるBGMは、同じ音楽を使うものの、FNN版は音楽が連続して流れているが、OHKに切り替わった時点で再度曲の頭から流れた。
- OHKパートでのCMジングルは、全国パート・ローカルパート切り替え時BGMの短縮版を使用していた。したがって、FNNパートとはCMジングルが違っていた。

いずれも時期を経て改善され、特に『OHKスーパータイム』に改題されるころには大幅に改善されていた。

## 放送時間
- 1984年10月1日 - 1988年3月31日 月 - 金曜日18:00 - 19:00（日本時間/60分）

## キャスター
- 柴田務
- ほか

## オープニングの流れ
『FNNスーパータイム』と同じもの（地球CG）を使い、FNNのクレジットの後に“OHK報道センター6:00”の字幕→提供スポンサー→岡山のスタジオからキャスター挨拶の後、東京からの映像に接続してヘッドラインに入る。